# Эрцгерцог Леопольд Вильгельм в своей галерее в Брюсселе
«Эрцгерцог Леопольд Вильгельм в своей галерее в Брюсселе» (нем. Erzherzog Leopold Wilhelm in seiner Galerie in Brüssel) — картина фламандского живописца Давида Тенирса Младшего (1610—1690). Создана около 1651 года. Хранится в Музее истории искусств в Вене (инв. №GG 739).

## Описание
В 1647 году Тенирс младший стал хранителем галереи эрцгерцога Леопольда Вильгельма Австрийского (1614—1662), штатгальтера (наместника) Нидерландов, для которого и исполнил эту картину. На ней, по случаю визита эрцгерцога в галерею, придворный живописец Тенирс показывает ему несколько картин, которые недавно пополнили галерею. Расположение картин в галерее, изображенной на этом холсте, не соответствует действительности. Оно базируется на более раннем типе показа, использовавшемся для изображения коллекции. Почти все из 51 картины, изображенные в основном в изменённом масштабе, ныне хранятся в Музее истории искусств. Леопольд Вильгельм был одним из наипристрастнейших коллекционеров из дома Габсбургов: он собрал большое количество произведений искусства, в том числе и коллекцию, которая принадлежала английскому королю Карлу I (1600—1649).
«Картины-кунсткамеры», «картины галерей», или «картины художественной комнаты» (galerijschilderijen, kunstkamerschilderijen), которые писал Тенирс и многие другие нидерландские художники, наподобие живописных кунсткамер, демонстрировали процветание владельца через изображение разных сокровищ и его живописных коллекций. Такие картины нашли многочисленных продолжателей, превративших подобные изображения в популярный жанр изобразительного искусства. Первыми были в 1620-х годах Ян Брейгель Старший и Франс Франкен Младший. В дальнейшем в этом жанре работали Иероним Франкен Младший, Виллем ван Хехт и Хендрик Стабен, Ян Брейгель Младший, Корнелис де Бельер, Ганс Йорданс, Гонсалес Кокес, Ян ван Кессель Старший, Иероним Янссенс и многие другие.
Такая деталь, как две собачки, которые играют с палкой, скрывает в себе аллегорический смысл, намекая на верность художника эрцгерцогу. Описание картины впервые появилось в тексте пражского каталога в 1685 году.

## Ссылка
- Видеообзор на YouTube. Официальный канал Музея истории искусств (нем.)